# Pisocina, Mîkolaiiv
Pisocina (în ucraineană Пісочна) este localitatea de reședință a comunei Pisocina din raionul Mîkolaiiv, regiunea Liov, Ucraina.

## Demografie
Componența lingvistică a localității Pisocina
     Ucraineană (99,41%)
     Alte limbi (0,51%)
Conform recensământului din 2001, majoritatea populației localității Pisocina era vorbitoare de ucraineană (99,41%), existând în minoritate și vorbitori de alte limbi.